# مطالعات رسانه‌ای
مطالعات رسانه‌ای (به انگلیسی:Media studies) رشته مطالعاتی است که به محتوا، تاریخچه و تأثیرات رسانه‌های مختلف به ویژه رسانه‌های جمعی می‌پردازد. مطالعات رسانه‌ای ممکن است از سنت و روش‌های علوم اجتماعی و علوم انسانی، اما بیشتر از رشته‌های اصلی خود همانند ارتباطات جمعی، ارتباطات، علوم ارتباطات، و مطالعات ارتباطات استفاده کند.
محققان این رشته همچنین ممکن است نظریه‌ها و روش‌های رشته‌هایی از جمله مطالعات فرهنگی، بلاغت (از جمله بلاغت دیجیتال)، فلسفه، نظریه ادبی، روان‌شناسی، علوم سیاسی، اقتصاد سیاسی، علوم اقتصادی، جامعه‌شناسی، مردم‌شناسی، نظریه اجتماعی، تاریخ هنر، نقد هنری، نظریه فیلم و نظریه اطلاعات را بکار گیرند.

## ریشه
اولین برنامه کارشناسی ارشد مطالعات رسانه‌ای در ایالات متحده و توسط جان کالکین (John Culkin) در مکتب جدید (The New School) و در سال ۱۹۷۵ معرفی شد که از آن زمان تاکنون بیش از ۲۰۰۰ دانشجو فارغ‌التحصیل داشته‌است. کالکین مسئول آوردن مارشال مک‌لوهان به فوردهام در سال ۱۹۶۸ بود و متعاقباً مرکز درک رسانه‌ها را تأسیس کرد که به برنامه مکتب جدید تبدیل شد.